# Titularbistum Suelli
Suelli ist ein Titularbistum der römisch-katholischen Kirche. 
Es geht zurück auf ein frühes Bistum auf Sardinien, das der Kirchenprovinz Cagliari angehörte.
| Titularbischöfe von Suelli |                                              |                                            |                  |                 |
| Nr.                        | Name                                         | Amt                                        | von              | bis             |
| 1                          | Leo Joseph Brust                             | Weihbischof in Milwaukee (Wisconsin) (USA) | 22. August 1969  | 31. Januar 1995 |
| 2                          | Alberto Tanasini                             | Weihbischof in Genua (Italien)             | 6. Juli 1996     | 20. März 2004   |
| 3                          | Ramón Castro Castro                          | Weihbischof in Yucatán (Mexiko)            | 2. April 2004    | 8. April 2006   |
| 4                          | Óscar Vicente Ojea Quintana                  | Weihbischof in Buenos Aires (Argentinien)  | 24. Mai 2006     | 7. Oktober 2009 |
| 5                          | Brian Udaigwe Titularerzbischof pro hac vice | Apostolischer Nuntius                      | 22. Februar 2013 |                 |